# Deutsche Botschaft Tokio
Die Deutsche Botschaft Tokio ist die diplomatische Vertretung der Bundesrepublik Deutschland im Staat Japan.

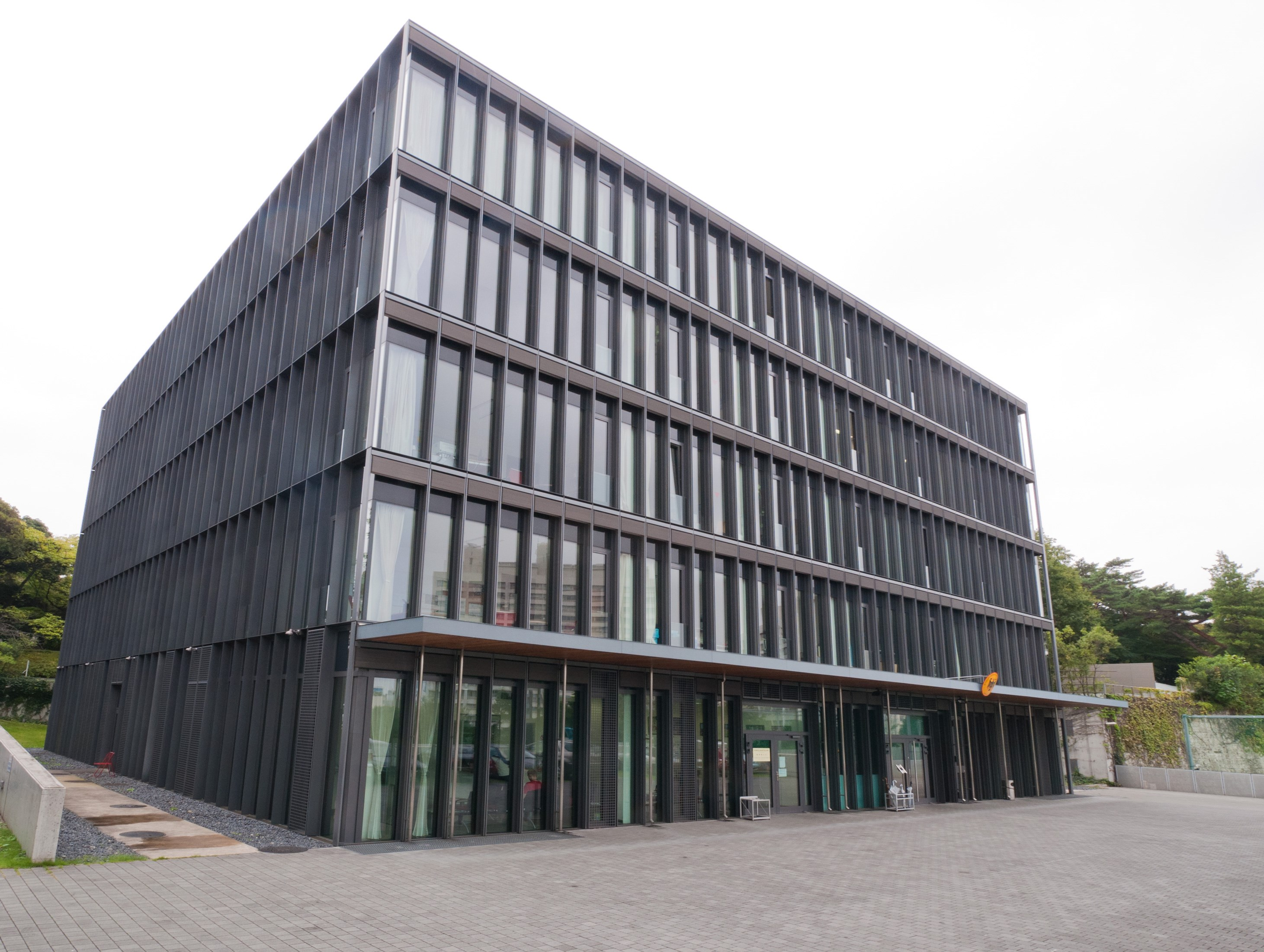
Neue deutsche Botschaft

## Geschichte

### 1862–1870
Am 1. Januar 1863 nahm Max von Brandt seine Arbeit in Yokohama als Konsul Preußens auf. Für seine Aufenthalte in Edo wurde ihm 1865–1866 der Tempel Kogaku-in Takanawa und von 1866 bis 1872 der Tempel Shunto-in in Moto-Azabu zur Verfügung gestellt. 1868 wurde v. Brandt zum Generalkonsul ernannt.

### 1871–1914

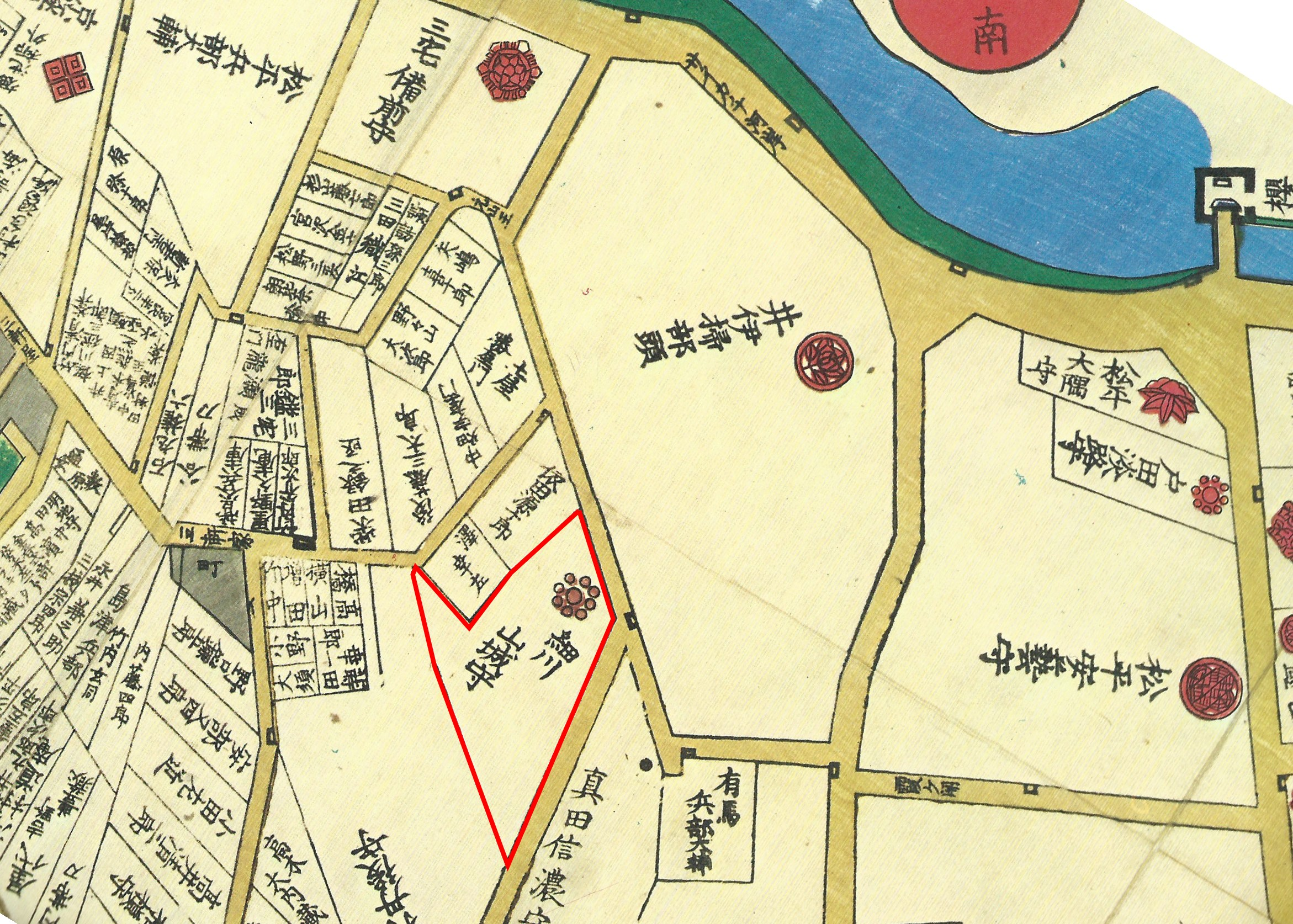
Hosokawa-Grundstück, 1850

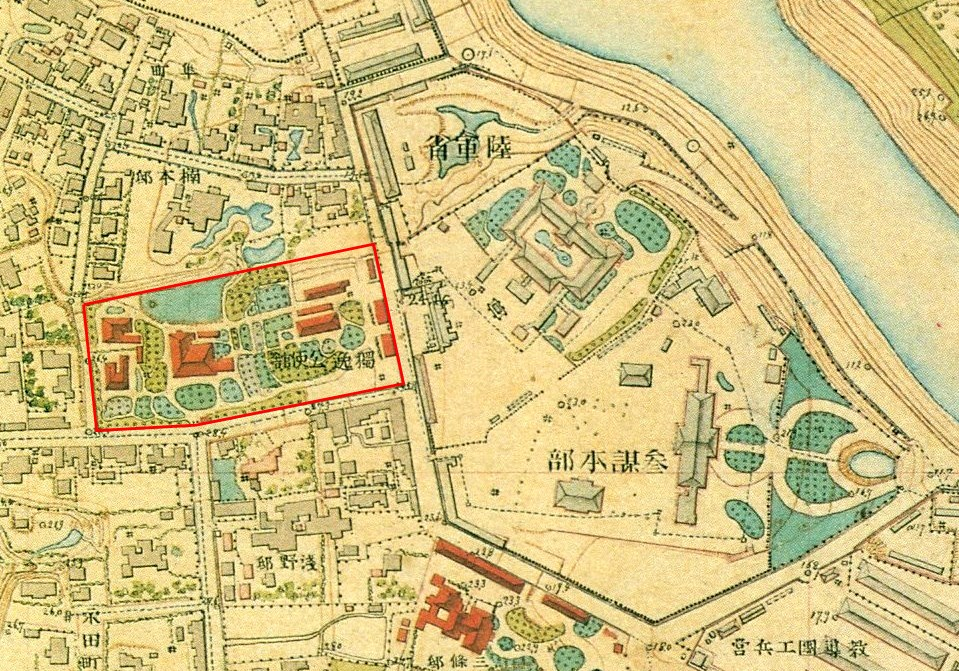
Deutsche Gesandtschaft, 1883

Mit der Reichsgründung 1871 wurde v. Brandt am 23. Juli 1871 Leiter des nun Kaiserlich Deutschen Generalkonsulats und mit der diplomatischen Vertretung beauftragt. Am 30. Dezember 1871 zum Ministerresidenten ernannt, bemühte er sich sogleich um ein angemessenes Grundstück und fand dies in Kōjimachi Hirakawa-chō, nahe dem politischen Zentrum Japans. Es handelte sich dabei um ein Daimyō-Grundstück, das auf der Stadtteilkarte „Soto-sakurada ezu mit Kōjimachi und Nagatachō“ von 1850 von einem Hosokawa Yamashiro-no-kami als Residenz in Edo genutzt wurde.
Das Grundstück wurde nicht erworben, sondern gepachtet. Der Pachtvertrag enthielt eine Rückforderungsklausel im Falle eines begründeten Eigenbedarfs.
- Es wurden die vorhandenen Gebäude, leichte Holzbauten, genutzt, so wie sie auf der Karte von 1883 zu sehen sind. V. Brandts Nachfolger Karl von Eisendecher, im April 1880 nun Gesandter, bemühte sich um einen Neubau, was wegen der Kosten zu Kontroversen im Reichstag führte.
- 1883 erster Neubau der Botschaft. Er wurde 1894 durch das „Meiji-Tokyo-Erdbeben“ (Stärke 7,0) vom 20. Juli zerstört.
- 1897 zweiter Neubau, entworfen von dem bekannten britischen, in Japan arbeitenden Architekten Josiah Conder.
- 1906 Kaiserlich Deutsche Botschaft.

Mit Ausbruch des Ersten Weltkrieges stellte die Botschaft am 23. August 1914 ihre Tätigkeit ein.

### 1920–1945

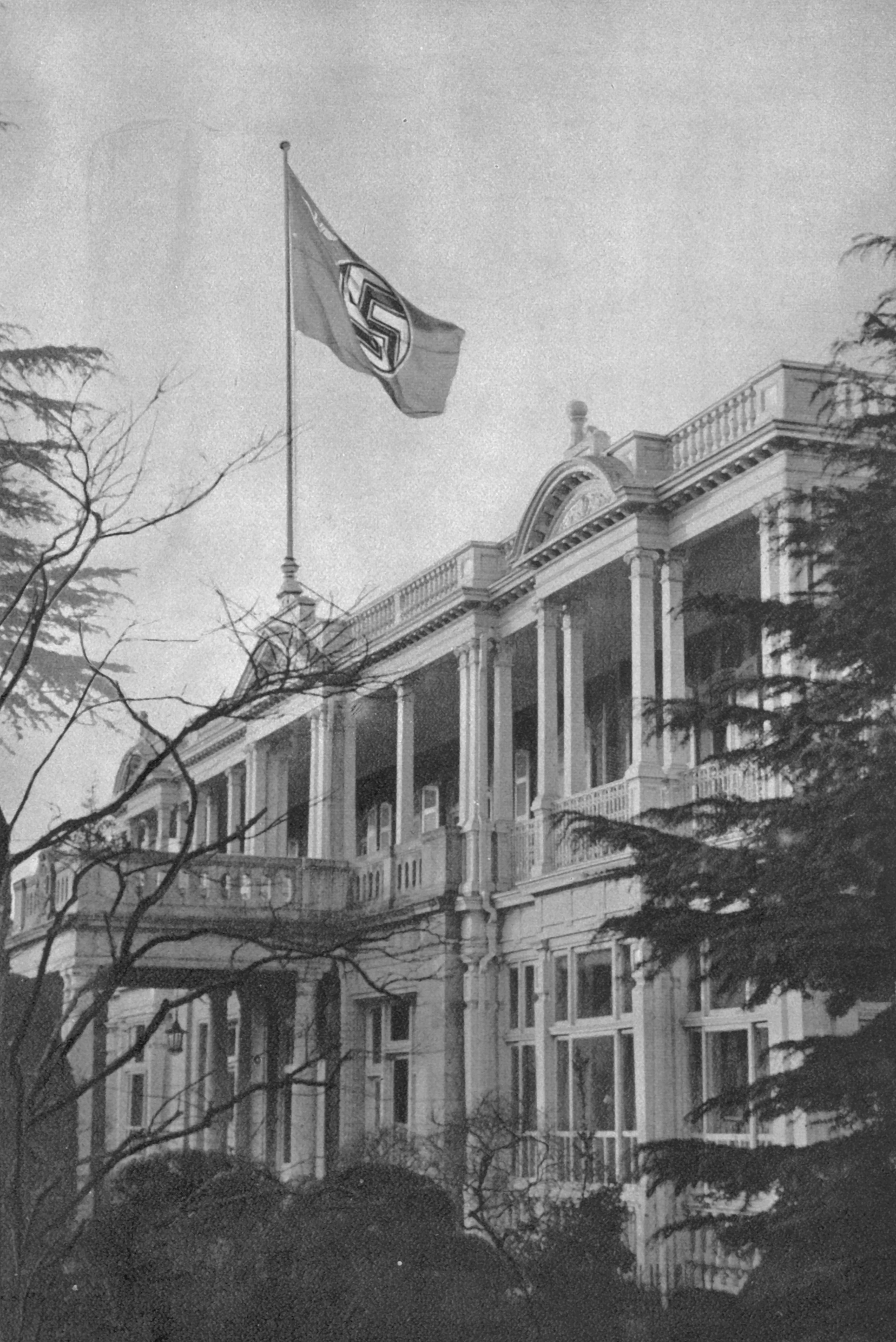
Residenz in den 1930er Jahren

Erst nach Unterzeichnung des Friedensabkommens 1920 konnten die diplomatischen Beziehungen wieder aufgenommen werden, wobei das Deutsche Reich das Botschaftsgelände zurückerhielt. Der erste Botschafter nach dem Kriege, Wilhelm Solf, konnte das alte Vertrauensverhältnis zu Japan wiederherstellen und auch Ansehen im Diplomatischen Corps erwerben.
- 1923 Das große Kantō-Erdbeben zerstört den Conder-Bau.
- 1924 Dritter Neubau.

Als im Zweiten Weltkrieg die Luftangriffe auf Tokio immer stärker wurden, wurde ab August 1944 eine Ausweichstelle im Fuji-View-Hotel am Kawaguchi-See eingerichtet. Nach der deutschen Kapitulation wurde mit der Abwicklung der Botschaft begonnen.
- Alle Gebäude der Botschaft gingen in der Nacht vom 26. Mai 1945 bei einem Luftangriff verloren.

### 1952–heute

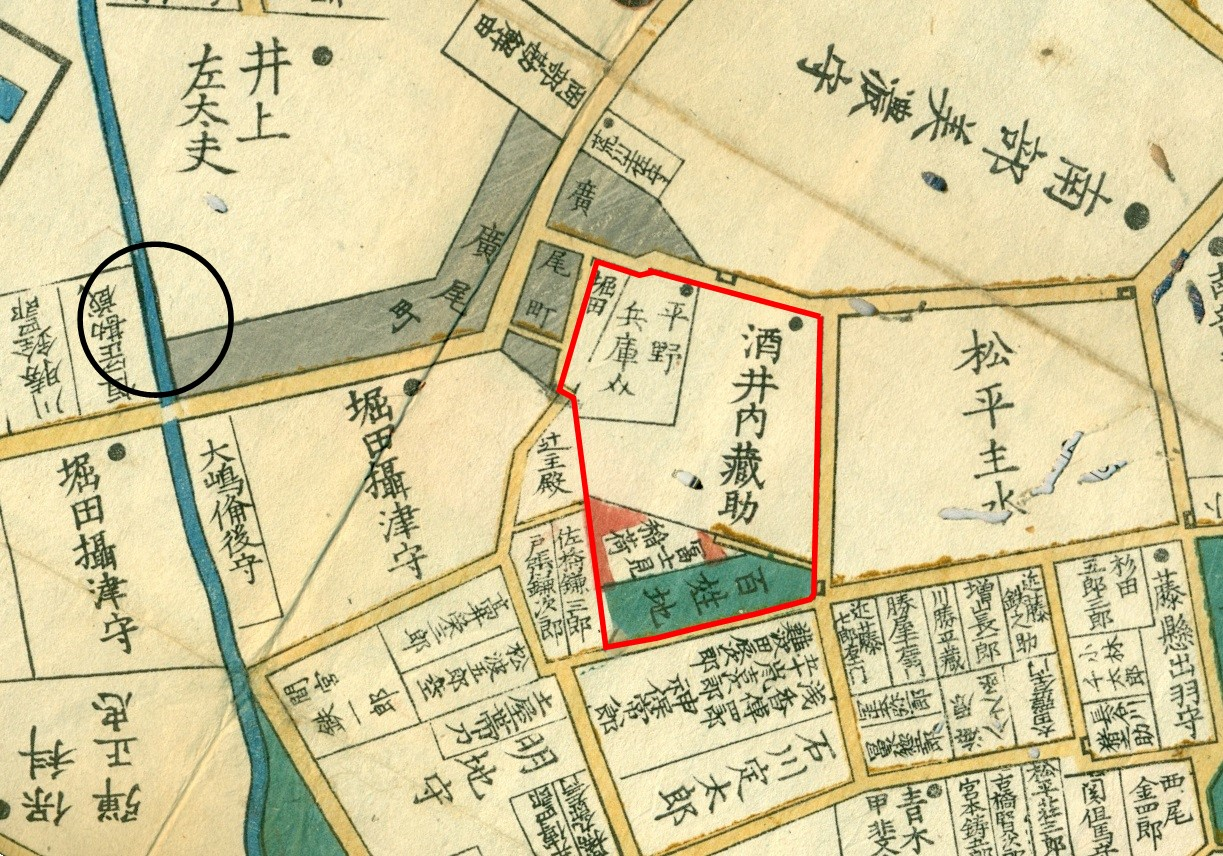
Sakai-Grundstück u. U. 1857. Darunter der Fujimi Inari-Schrein, sowie links eingekreist die spätere U-Bahn-Station Hiroo

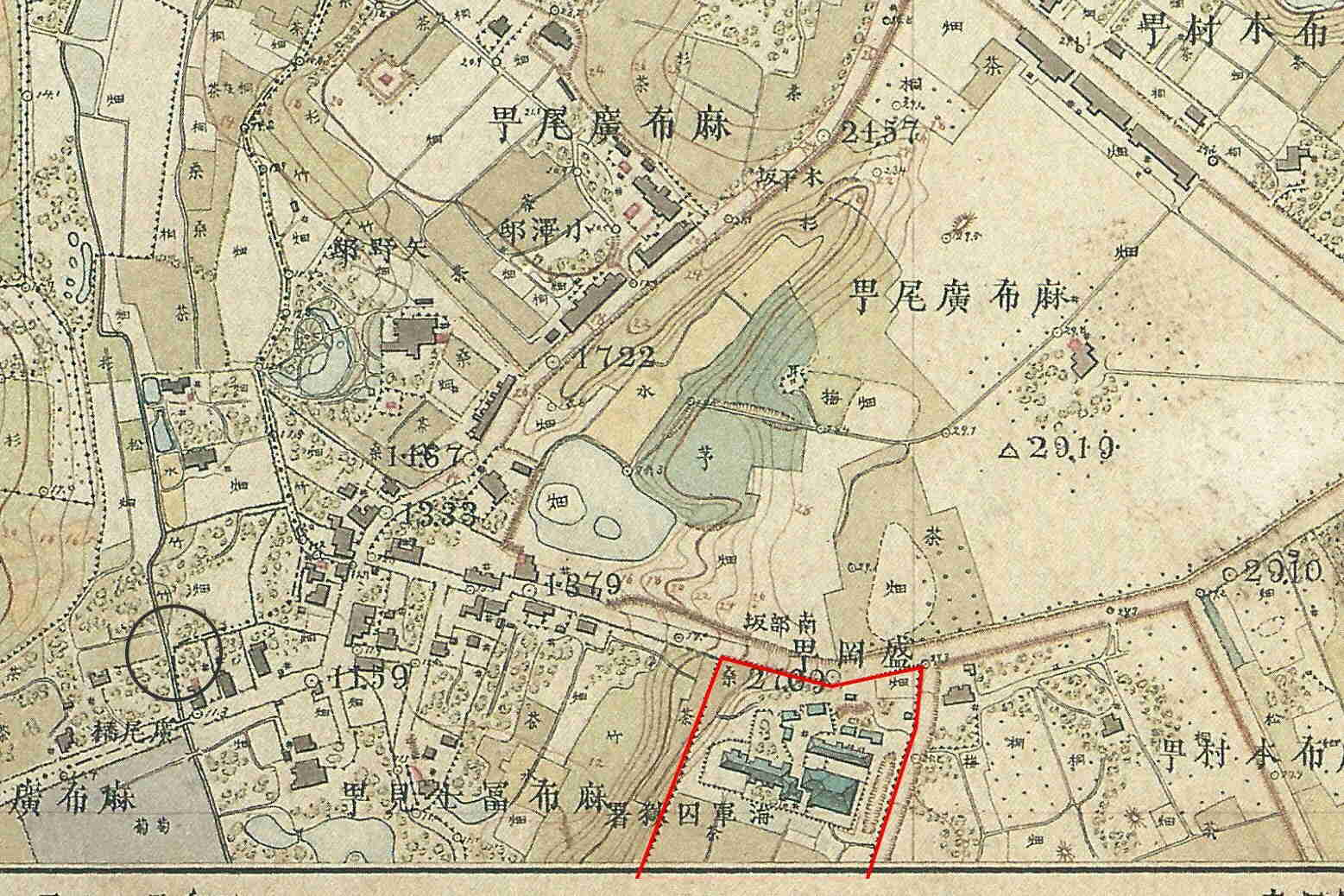
Marineamt 1883, sowie links eingekreist die spätere U-Bahn-Station Hiroo

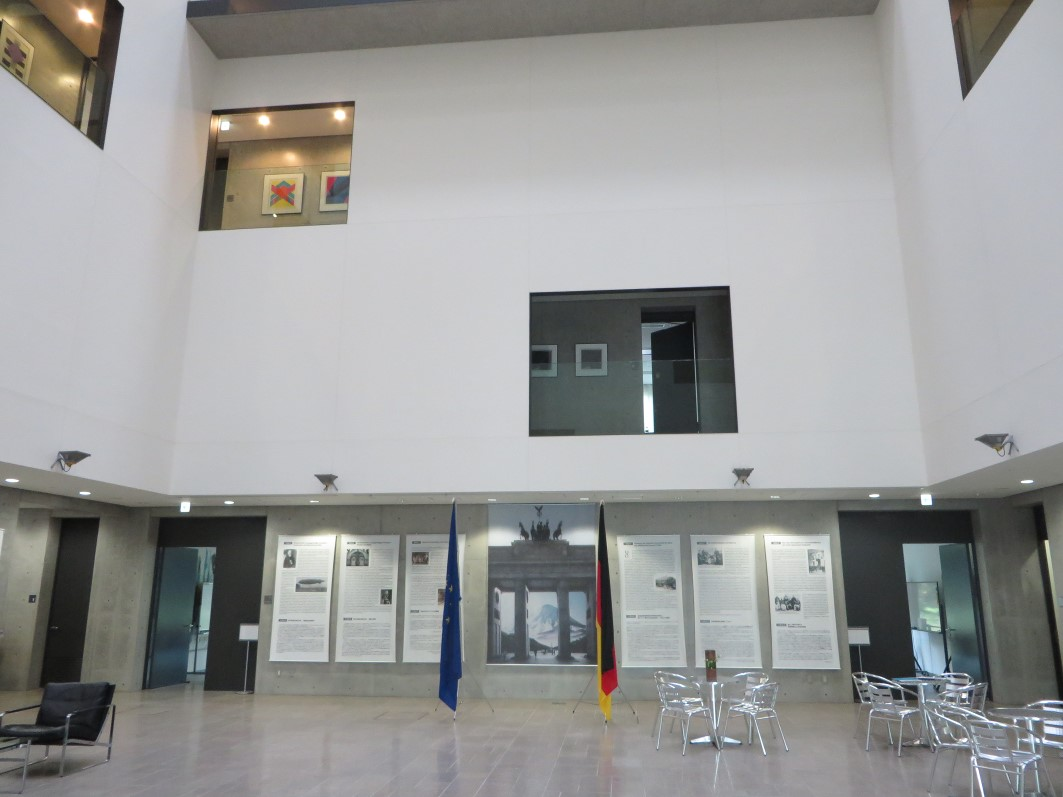
Eingangsbereich der Kanzlei

Nach Kriegsende wurde das Grundstück von den Amerikanern als Feindvermögen zunächst beschlagnahmt, dann aber 1949 an Japan zurückgegeben. Als 1952 die diplomatischen Beziehungen wieder aufgenommen wurden, wurde die Kanzlei am Toriizaka im Ortsteil Roppongi eingerichtet, die Residenz aus Platzgründen jedoch an anderer Stelle. Die deutsche Seite bemühte sich um die Wiedernutzung des alten Botschaftsgrundstücks, aber Japan, das dabei war, das Regierungsviertel neu zu ordnen, berief sich auf die oben erwähnten Rückforderungsklausel und bot dafür andere Grundstücke an. Man entschied sich für das Grundstück in Azabu. Dieses Grundstück hatte schon eine längere Geschichte hinter sich:
- Kern des Botschaftsgeländes ist das Grundstück, das auf der Stadtteilkarte „Azabu“ von 1857 als Nebenresidenz von Sakai Kuranosuke eingetragen ist. Sakai bekleidete eine höhere Funktion bei der Berufsfeuerwehr.
- 1883 nutzt das Marineamt für Straffällige das Sakai-Grundstück.
- In der Taishō-Zeit wurde das Grundstück vom kunstsinnigen Journalisten und Politiker Koizumi Sakutarō (1872–1937) erworben. Auf ihn geht die Gestaltung des Gartens zurück.

Nach Koizumis Tod ging das Grundstück durch verschiedene Hände, bis es von der japanischen Regierung der Bundesrepublik für einen symbolischer Preis von 1 Yen überlassen wurde. Dazu kamen allerdings für die Bundesrepublik 900.000 DM für eine Enklave.
- 1956 wurde auf dem Grundstück die Residenz des Botschafters gebaut,
- 1960 wurde die Kanzlei als 5. Bau am 1. Juni 1960 fertiggestellt.
- 2005 wurde u. a. zur Anpassung an die neuen Vorschriften zur Erdbeben-Sicherheit, die Kanzlei zum (insgesamt) 6. Mal durch einen Neubau vom Stuttgarter Architekturbüro Mahler Günster Fuchs ersetzt.[3]

Residenz und Kanzlei der Botschaft Tokio wurden 1956 bis 1960 mit Kunst am Bau ausgestattet:
- Hedja Freese‐Luckhardt: Wandmosaik
- Franz Hartmann: »Deutsche Trachten«, Emaille‐Wandplatten
- Waldemar Otto: Embleme, Bronzeguss
- Karl Gries: »Mitteldeutsche Landschaft«, Gobelin

Bei dem Neubau der Kanzlei der Botschaft kam im Jahr 2005 hinzu:
- Anna Werkmeister: o.T. (Schilfhalme), Tableau

## Auftrag und Gliederung
Die Deutsche Botschaft Tokio hat den Auftrag, die deutsch-japanischen Beziehungen zu pflegen, die deutschen Interessen gegenüber der Regierung von Japan zu vertreten und die Bundesregierung über Entwicklungen in Japan zu unterrichten. Der Bedeutung des Gastlands entsprechend ist die Leiterstelle in der Besoldungsgruppe B 9 der Bundesbesoldungsordnung eingestuft.
Die Arbeit der deutschen Botschaft gliedert sich in die Abteilungen Politik, Kultur und Öffentlichkeitsarbeit und Wirtschaft. Weiter gibt es die Referate Ernährung, Landwirtschaft und Verbraucherschutz, Umwelt, Finanzen, Wissenschaft und Technologie, Industriepolitik, Arbeit und Gesundheit. An der Botschaft besteht ferner ein Militärattachéstab
Das Referat für Rechts- und Konsularangelegenheiten der Botschaft betreut als konsularischen Amtsbezirk die Präfekturen Akita, Aomori, Chiba, Fukushima, Gumma, Hokkaido, Ibaraki, Iwate, Kanagawa, Miyagi, Nagano, Niigata, Saitama, Shizuoka, Tochigi, Tokyo mit Ogasawara-Inseln, Yamagata und Yamanashi. Es bietet konsularische Dienstleistungen für im Land ansässige deutsche Staatsangehörige an. In Osaka-Kobe besteht ein deutsches Generalkonsulat. Dieses betreut als konsularischen Amtsbezirk die Präfekturen Aichi, Ehime, Fukuoka, Fukui, Gifu, Hiroshima, Hyogo, Ishikawa, Kagawa, Kagoshima, Kochi, Kumamoto, Kyoto, Mie, Miyazaki, Nagasaki, Nara, Oita, Okayama, Okinawa, Osaka, Saga, Shiga, Shimane, Tokushima, Tottori, Toyama, Yamaguchi und Wakayama. In Fukuoka, Okinawa, Sapporo und Toyohashi sind Honorarkonsuln der Bundesrepublik Deutschland bestellt und ansässig.

## Der Garten der Botschaft
Der Garten der Botschaft fällt leicht nach Südwesten ab und enthält Vieles, was von den Vorbesitzern mit der Übernahme des Grundstücks an die Botschaft kam:
- Residenz des Botschafters (35° 39′ 1,4″ N, 139° 43′ 32,3″ O)
- Tor im japanischen Stil, „Bukemon“ (35° 39′ 0″ N, 139° 43′ 33,5″ O)
- Teehaus aus der Taishō-Zeit
- Fujimi-Inari-Schrein. Auf der Karte von 1857 ist der Schrein neben dem Sakai-Grundstück eingezeichnet. Zu Koizumis Zeiten muss er bereits dessen Grundstück gehört haben.[2][9]
- Glockenturm. Die Glocke im Glockenturm wurde von Yamaoka Magokichi[Anm 2], für die japanisch-deutsche Freundschaft gestiftet. Sie trägt das Datum Juli 1959 und auf Japanisch die Inschrift „Glocke des Japanisch-Deutschen Freundschaft“ (日独友好親善之鐘) sowie die Widmung Yamaokas „Eine Schöne Welt aus dankerfülltem Herzen“ (美しい世界は / 感謝の心から / 昭和三十四年七月 / 山岡孫吉[Anm 3]). Auf Deutsch trägt die Glocke das Goethe-Wort: „Die Töne verhallen, aber die Harmonie bleibt. Goethe“.[10][11][12]
- 13-stöckige Steinstupa
- Verschiedene Steinfiguren und Steinlaternen

## Bilder zum Garten

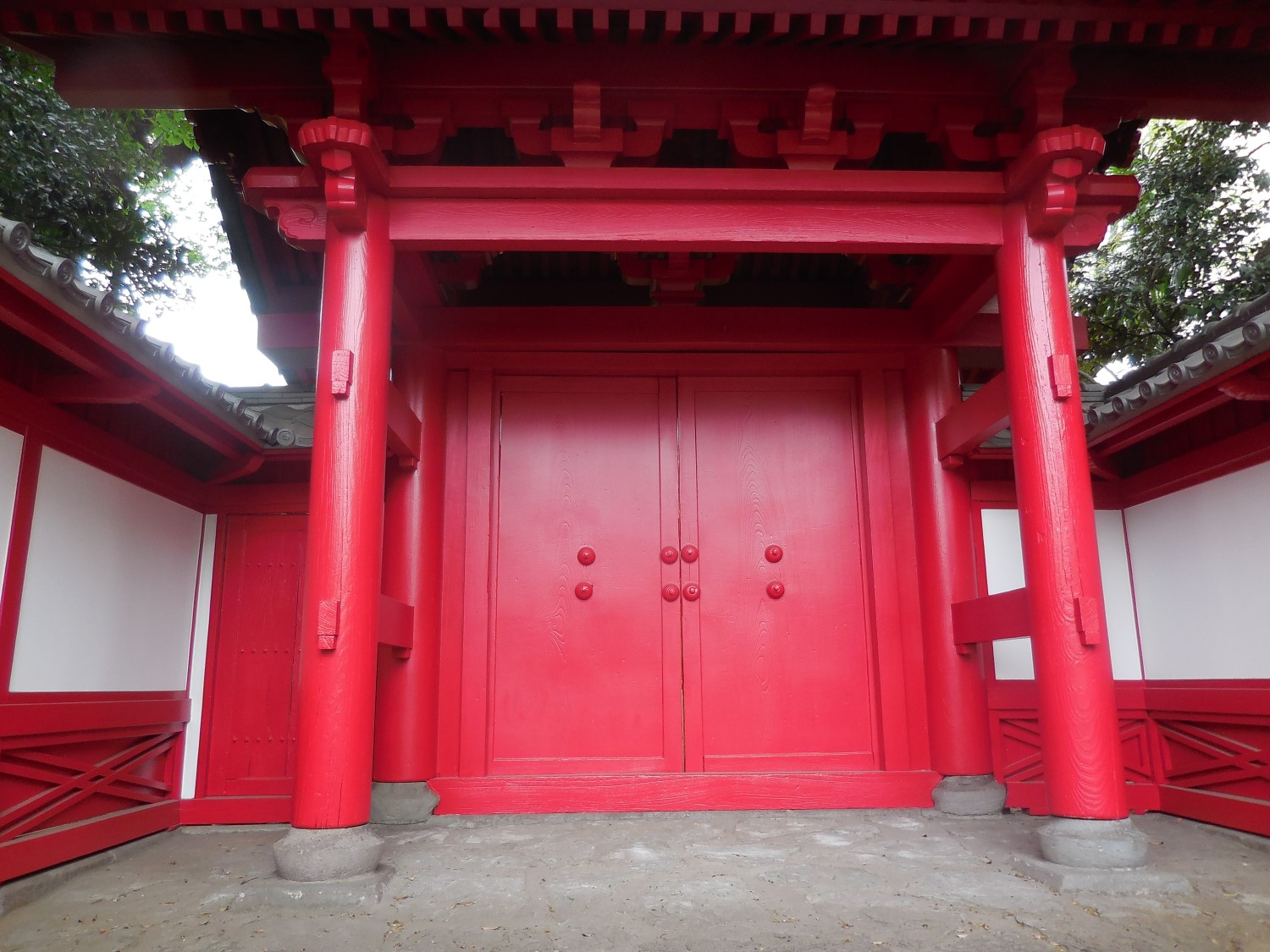
Japanisches Tor von außen
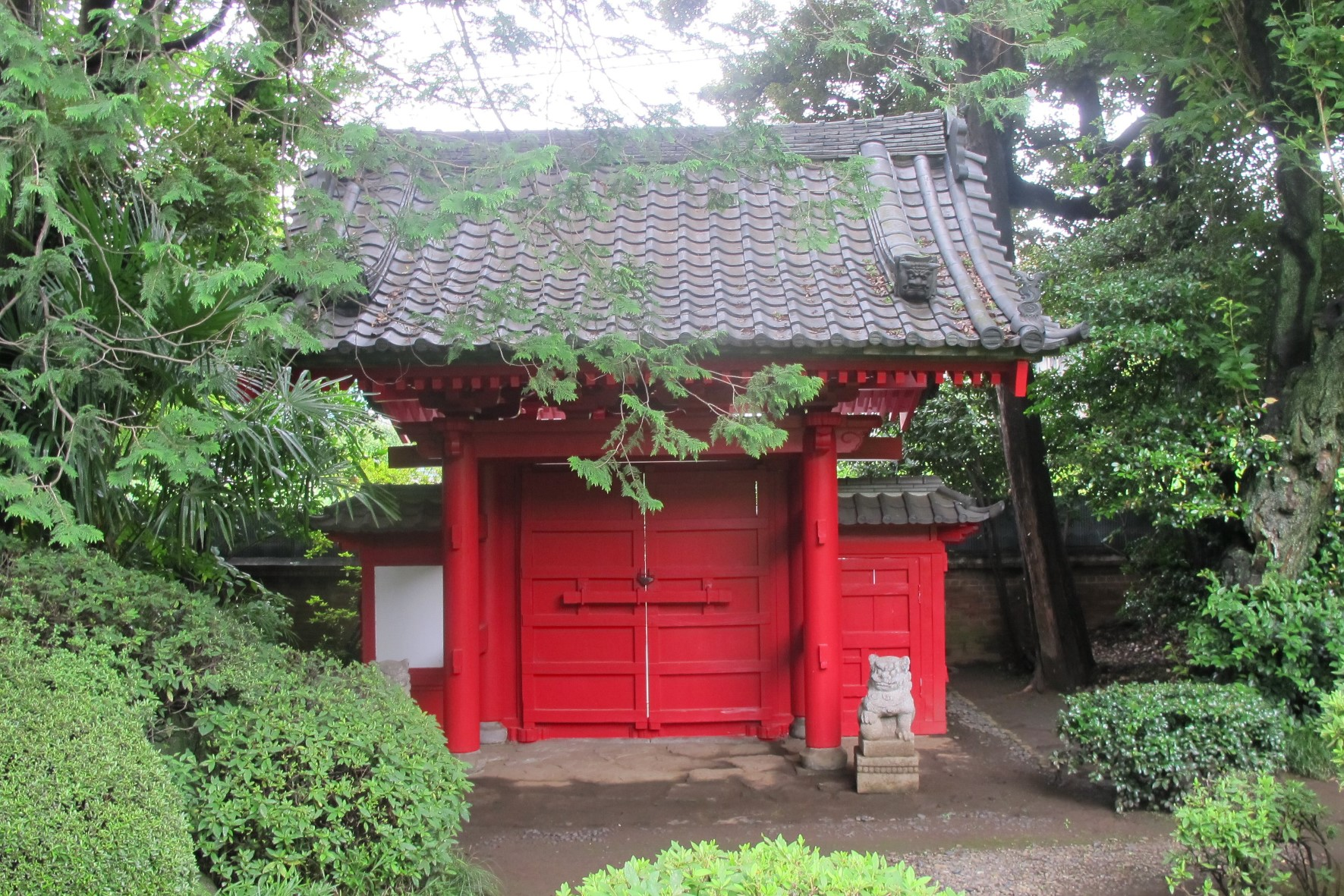
Das Tor innen
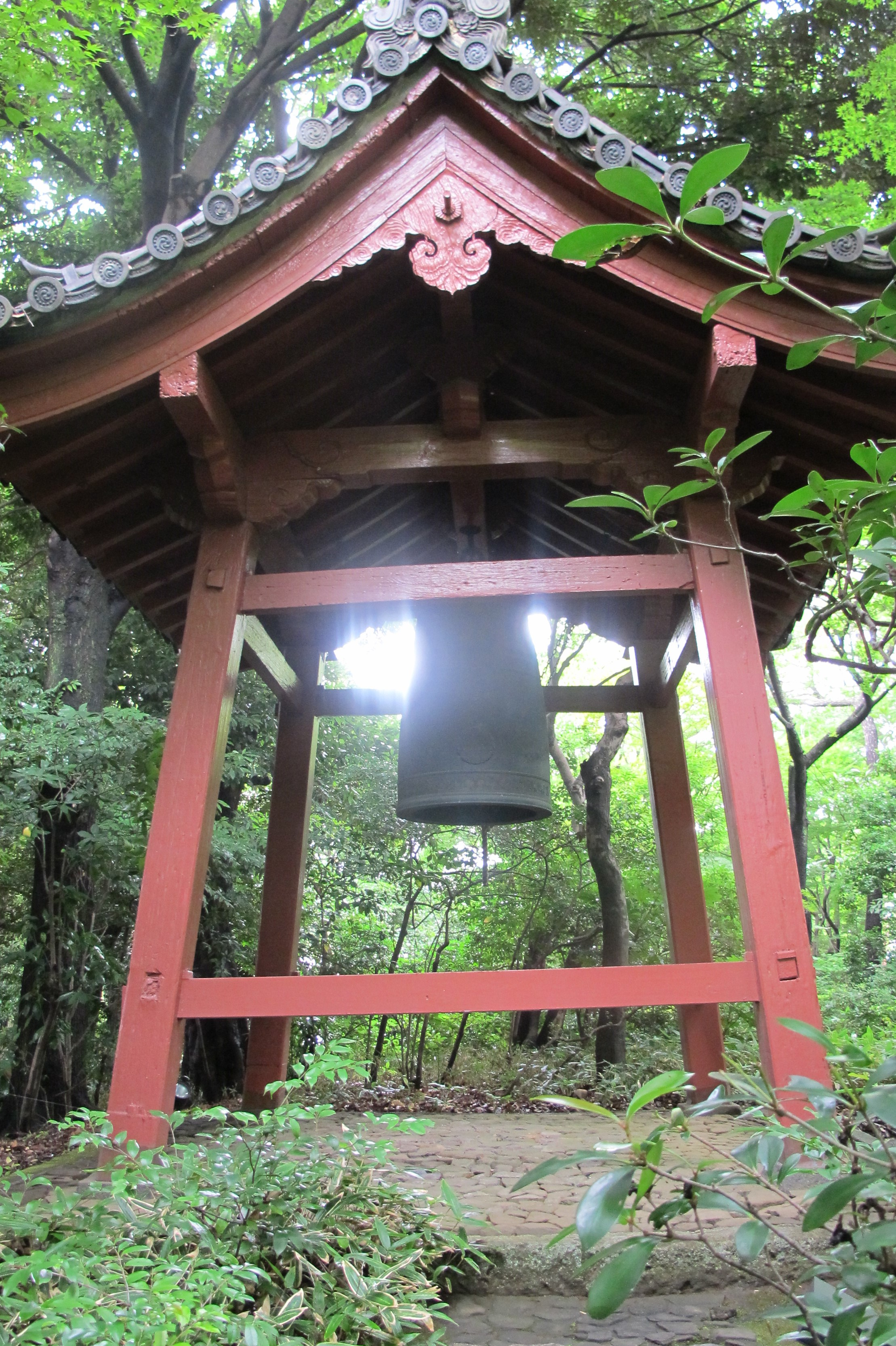
Shōrō
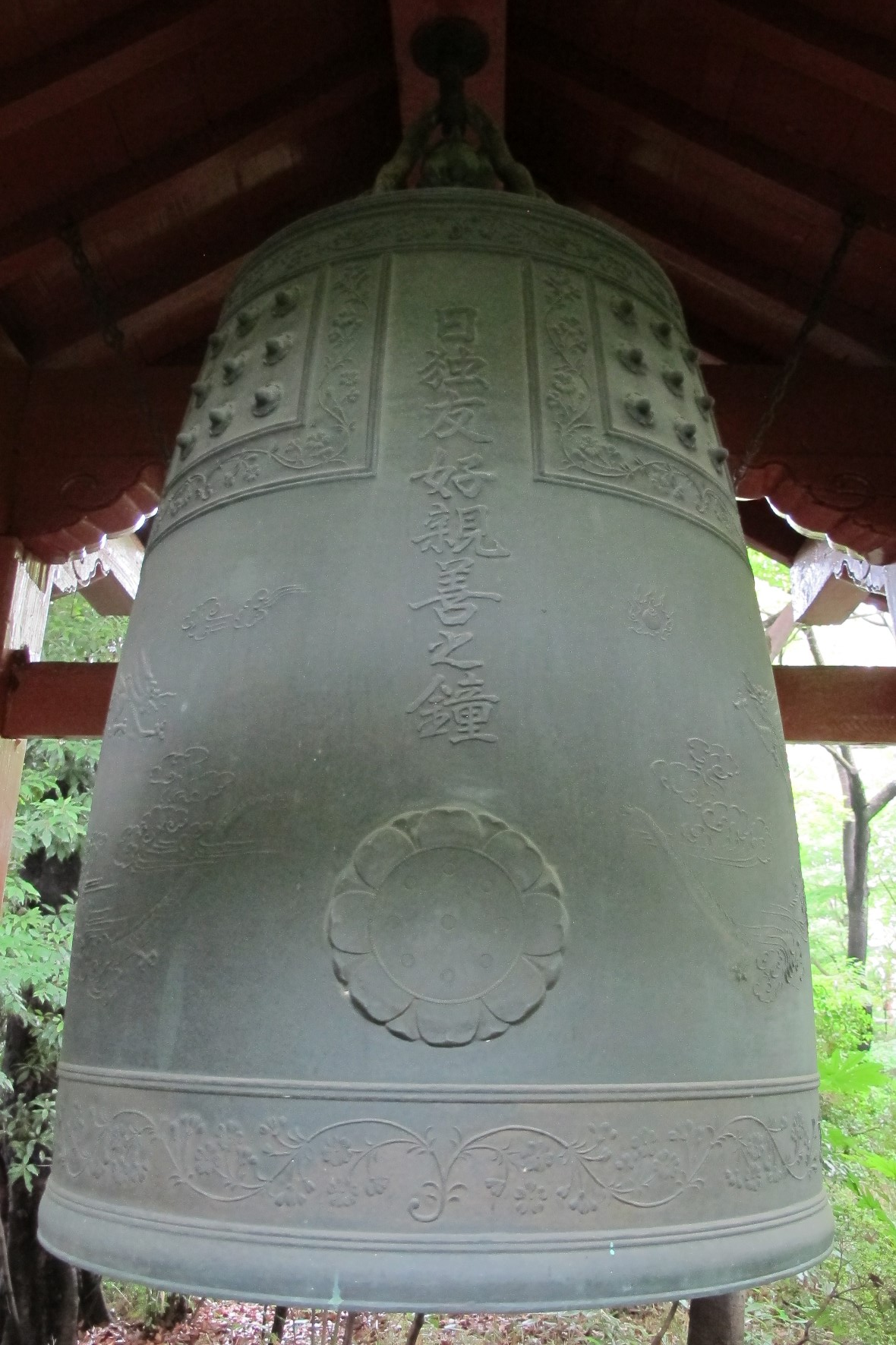
Glocke, Detail
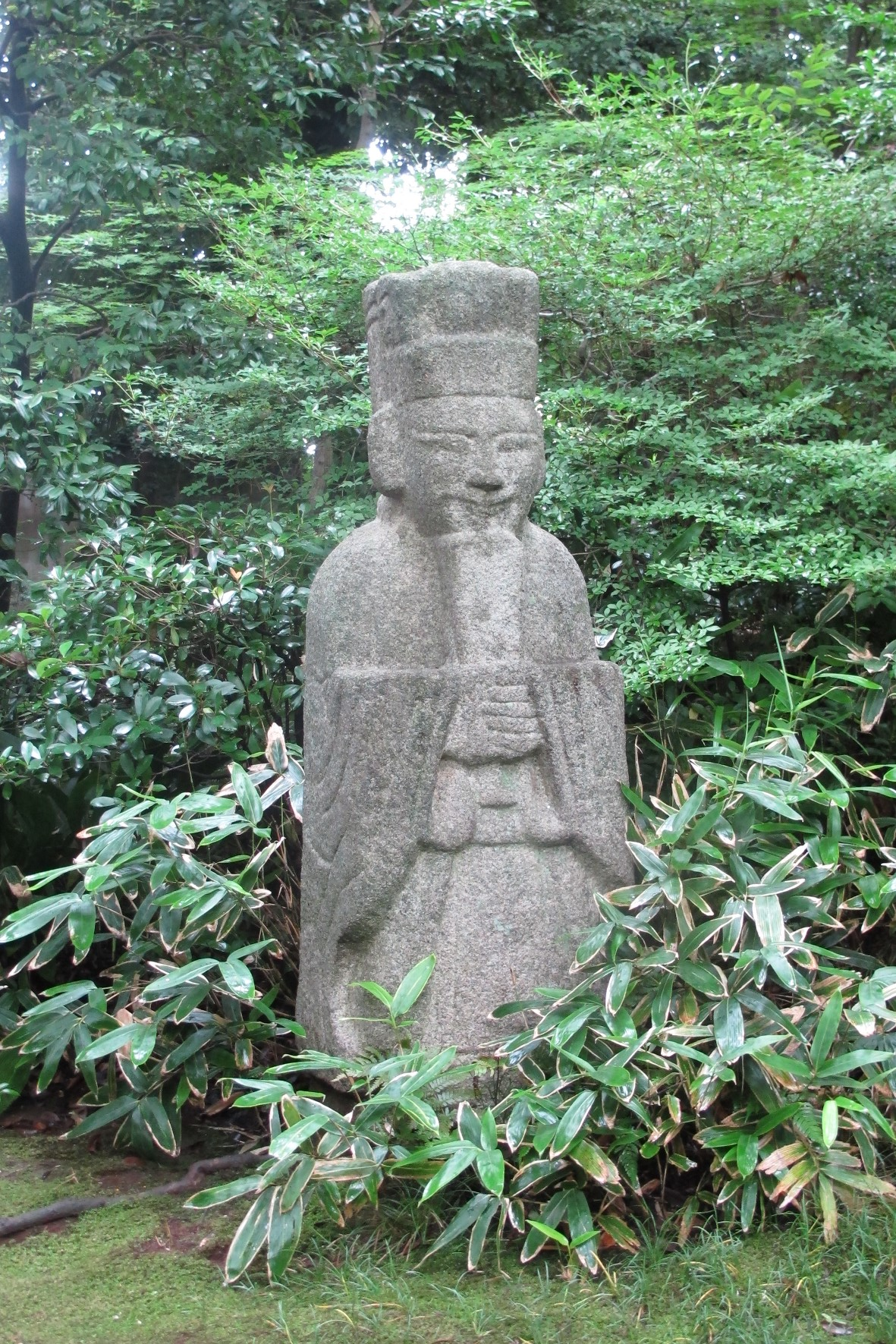
Steinfigur
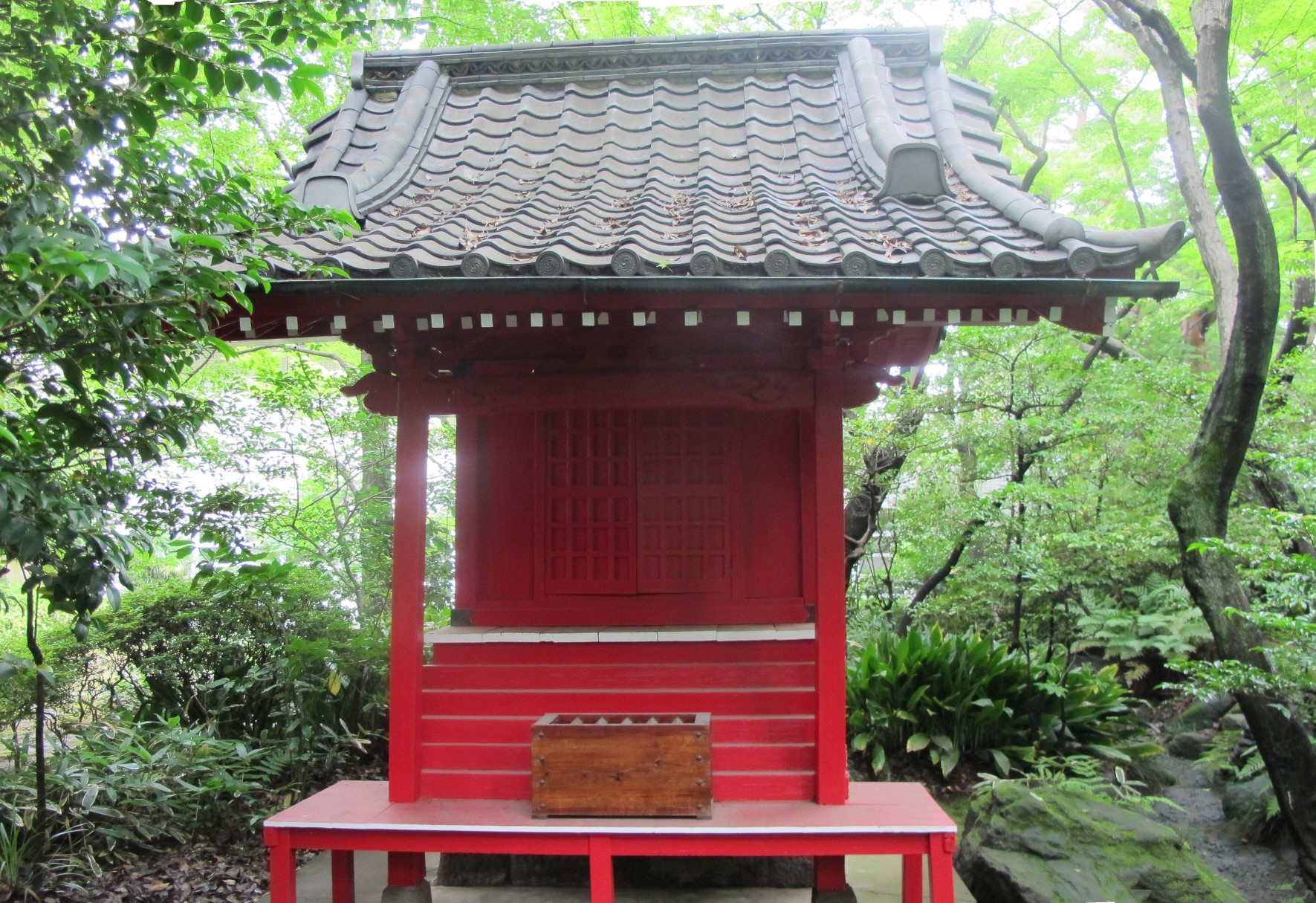
Inari-Schrein

## Übersicht über den Sitz der Botschaft
| 1872–1945             | Kanzlei und Residenz: Kōjimachi, Nagata-chō 2-14 (Heute steht dort die Bibliothek des Reichstags) |
| 14.04.1952–31.05.1960 | Kanzlei: Minato-ku: Roppongi 5-chome, Higashi Toriizaka No 5                                      |
| 1952–1955             | Residenz: Minato-ku, Iigura, Katamachi 26                                                         |
| Seit 25.01.1957       | Residenz: Minato-ku, Minami-Azabu 4-5-10                                                          |
| Seit 01.06.1960       | Kanzlei: Minato-ku, Minami-Azabu 4-5-10                                                           |

Die Botschaft liegt in naher Nachbarschaft der Vertretungen von Frankreich und Finnland im Stadtbezirk Minato im südlichen Zentrum der Hauptstadt.

## Liste der deutschen diplomatischen Vertreter in Japan
Diplomatische Beziehungen zwischen der DDR und Japan bestanden seit 15. Mai 1973. Die Botschaft wurde 1990 nach Beitritt der DDR zur Bundesrepublik Deutschland geschlossen.